# Pat O'Connor (rugby à XV)
Pour les articles homonymes, voir Pat O'Connor.

a Compétitions nationales et continentales officielles uniquement.

Dernière mise à jour le 25 juillet 2018.
Pat O'Connor, né le 7 janvier 1985, est un joueur australien de rugby à XV qui joue au poste de deuxième ligne. 

## Carrière
- 2005-2009 : Western Force (Super 14)
- 2009-2011 : Northland (NPC)
- 2010-2011 : Waratahs (Super 15)
- 2011-2012 : SU Agen (Top 14)